# Balahó Zoltán
Balahó Zoltán (Komárom, 1973. április 17. –) történész, muzeológus, a Magyar Nemzeti Múzeum legújabb kori gyűjteményének munkatársa.

## Élete
1998-ban végzett a Miskolci Egyetem történelem-muzeológia szakán.
Kutatási területe elsősorban Magyarország politika-története a 20. században, az I. világháborús magyar részvétel és következményei, Nagy Imre politikája az 1950-es években, illetve az 1956-os forradalom. 2006–2014 között Történeti Muzeológiai Szemle, 2010-től a Honismeret olvasószerkesztője.
2012-től a Nagy Imre Társaság elnöke. Tagja a Pulszky Társaságnak, a Múzeumi Történész Társulatnak és a Budapesti Honismereti Társaságnak.

## Művei
- 2002 A pozsonyi hídfő története - Jakabffy Imre publikálatlan naplója az 1947-es magyar-csehszlovák határmegállapító bizottság munkájáról. Folia Historica 23/2, 179–200. (tsz. Gál Vilmos)
- 2002 Az Irat, Igazolvány és Oklevél Gyűjtemény. In: A 200 éves Magyar Nemzeti Múzeum gyűjteményei. Budapest, 641–647.
- 2004 The Collection of Documnets, Papers and Certificates. In: Two Hundred Years’ History of the Hungarian National Museum and its Collections. Budapest, 459–463.
- 2004 „…ez a gyönyörű búzatábla is a mienk, ez a szép major is a királyunké lett…” Levelek a harctérről - Emlékezés a magyar katonára az I. világháború kitörésének 90. évfordulóján. Történeti Muzeológiai Szemle 4, 161–169.
- 2004 Emlékek az Újhazából az Óhazába - Az amerikai magyarság adományai a Magyar Nemzeti Múzeumban. Budapest. (tsz. Ihász István)
- 2005 Jakabffy Imre életútja a nemzetiségi térképektől a régészeti bibliográfiáig. Történeti Muzeológiai Szemle 5, 75–128. (tsz. Gál Vilmos)
- 2005 „Hídépítők” Münchenben. A müncheni Széchenyi Kör iratai a Magyar Nemzeti Múzeumban. Történeti Muzeológiai Szemle 5, 341–344.
- 2006 Nagy Imre mártír miniszterelnök relikviái a Magyar Nemzeti Múzeumban. Tárgykatalógus. Budapest.
- 2006 A forradalom emlékei a Magyar Nemzeti Múzeumban. Magyar Múzeumok 5-8 (2006/3)
- 2007 Nagy Imre emlékanyag a Magyar Nemzeti Múzeumban. Történeti Muzeológiai Szemle 7, 157–170.
- 2009 A Történeti Tár múltja és jelene. In: A Nemzet Múzeuma. Szerk.: Pintér János. Budapest, 123–135.
- 2010 A hűség jutalma. Léhy Gábor bíróbotja a Magyar Nemzeti Múzeumban. Történeti Muzeológiai Szemle 10, 257–263.
- 2011 Emlékezés a 150 éve született Tisza Istvánra. Perczel Tamás: Epilógus. Honismeret 2011/3, 5–9.
- 2011 Százéves a pozsonyi Petőfi-szobor. Honismeret 2011/6, 28–30.
- 2011 A Nagy Imre Emlékház története. Történeti Muzeológiai Szemle 11, 321–334. (tsz. Fodor Fanni)
- 2012 Nagy Imre személyes tárgyai a Magyar Nemzeti Múzeumban és a Nagy Imre Emlékházban. In: Nagy Imre és kora. Tanulmányok, forrásközlések VI. Budapest, 188–212.
- 2012 125 éves a komáromi múzeum. Honismeret 2012/2, 73–75.
- 2013 Apponyi Albert emlékezete. Honismeret 2013/3, 5–7.
- 2014 Megújult Madách-emlékhelyek. Új kiállítás nyílt Alsósztregován. Honismeret 2014/1, 57–59.